# Alessandro Nelli
Alessandro Nelli (Roma, 28 gennaio 1842 – post 1903) è stato un imprenditore italiano, fondatore della Fonderia Nelli, importante opificio per la fusione artistica di metalli e in particolare del bronzo.

## Biografia
Nelli nacque a Roma il 28 gennaio 1842. Appresa l'arte della fusione da Antonio Messina, egli aprì nel 1862 una sua personale fonderia, con sede inizialmente a via della Lungara e poi, dal 1881, in via Luciano Manara n. 43: qui avrebbe lavorato per i successivi vent'anni. Contestualmente egli aprì un negozio-deposito in piazza di Spagna, all'angolo fra via della Croce e via del Babuino. La Fonderia Nelli rimase aperta fino ai primi del secolo, caratterizzandosi come la più importante nella traduzione di bronzi artistici.

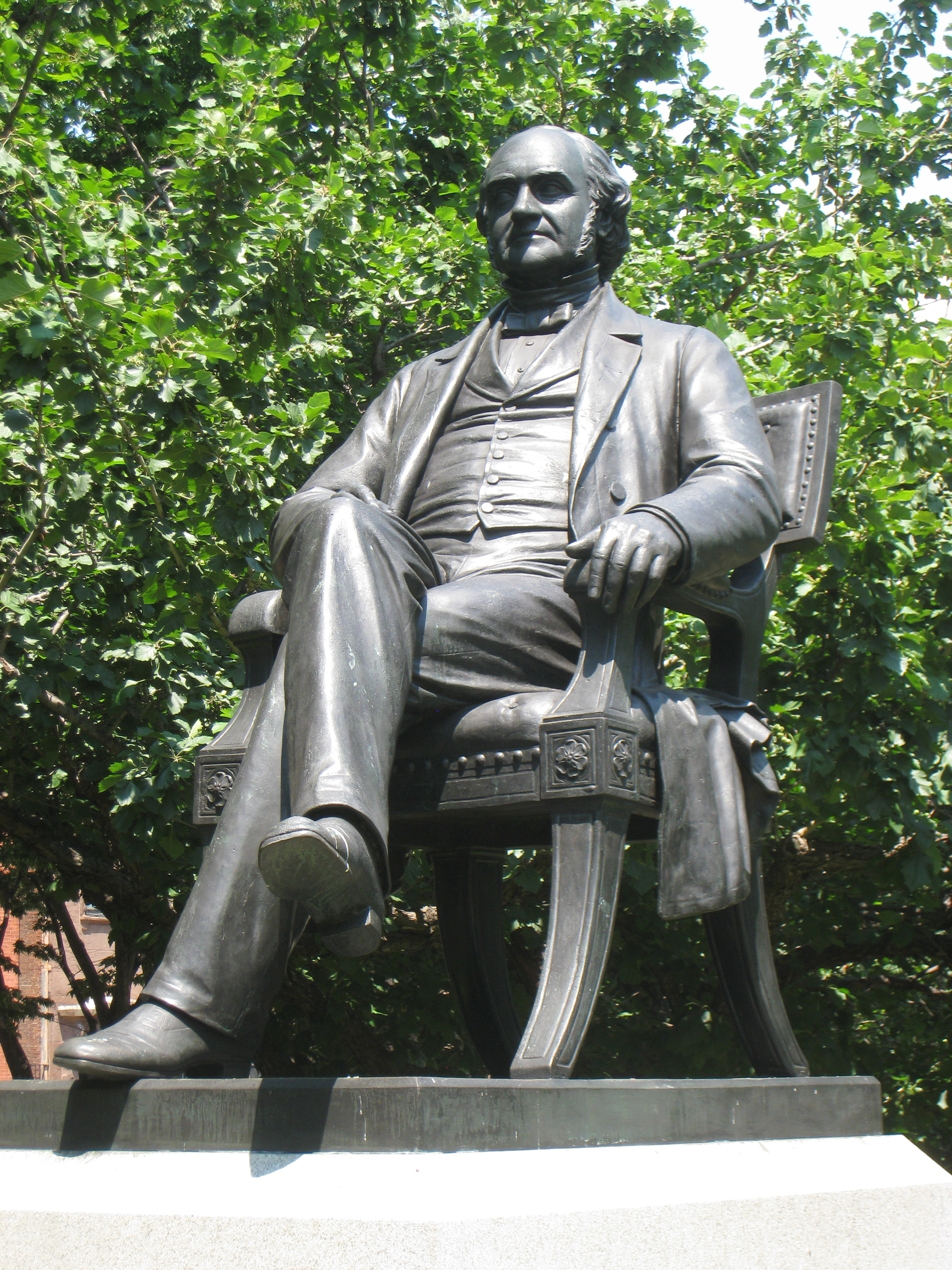
William W. Story, Monumento a George Peabody, fusione di Alessandro Nelli, Baltimore, Mount Vernon Place

Alla fonderia Nelli si rivolsero i più importanti scultori italiani dell'epoca spesso attivi nel settore dei grandi monumenti commemorativi, come Eugenio Maccagnani, Giulio Tadolini, Ernesto Biondi, Odoardo Tabacchi, La fonderia fu anche il riferimento per artisti stranieri residenti a Roma, che spedirono all'estero le proprie opere: così si comportarono ad esempio gli statunitensi William Story e Randolph Rogers o il polacco Pius Weloński. La fonderia fu attivissima in parallelo nella produzione di copie, sempre in bronzo, da sculture antiche, per esempio dall'Antico, da Giovan Lorenzo Bernini o da Antonio Canova.
Nel corso degli anni la Fonderia Nelli partecipò regolarmente alle varie Esposizioni ed Esposizioni Universali (es. Londra, Parigi e Melbourne), spesso guadagnandosi premi e diplomi di merito. Una partecipazione particolarmente massiccia si registra nell'Esposizione di Chicago nel 1893. Nel 1897 la fonderia, che occupava circa 250 operai, fu costretta a chiudere perché oberata dai debiti per la costruzione dell'edificio su via Manara. Nelli sembra che a quel punto sia emigrato in Russia, dove lavorò alla corte dello zar e dove morì all'inizio del XX secolo. Il suo posto negli Stati Uniti fu preso dalla Roman Bronze Works, attiva dal 1897.

## Intitolazioni
Nella zona delle attuali fonderie a Roma è a lui dedicata una via.

## Opere
- Odoardo Tabacchi, Monumento ad Arnaldo da Brescia, Brescia, Piazzale Arnaldo[4]
- Ettore Ferrari, Monumento a Vittorio Emanuele II, Venezia, Riva degli Schiavoni[6]
- William Wetmore Story, Monumento al colonnello William Prescott, Boston[4]
- Ercole Rosa, Monumento ai fratelli Cairoli, 1883, Roma[4]
- William Wetmore Story, Monumento a George Peabody, Baltimora, Mount Vernon
- William Wetmore Story, Monumento a John Marshall, Washington, Palazzo della Corte suprema degli Stati Uniti d'America
- Pius Welonsky, Gladiatore, Varsavia, Museo Nazionale[4]
- Pius Weloński, La vittoria di Giovanni III Sobieski nella battaglia di Kahlenberg, chiesa di Maria, Cracovia
- Franklin Simmons, Monumento a John Logan, Washington, Logan Circle, 1892-1901[4]
- Reliquario di Sant'Adamo, Guglionesi[4]
- Edward Müller, La Fiaccola, Roma, Accademia Nazionale di San Luca[7]
- Ernesto Biondi, Monumento a Manuel Montt e Antonio Varas, Santiago del Cile, 1900-1904[4]
- Ernesto Biondi, I Saturnali, Roma, Galleria Nazionale d'Arte Moderna (GNAM)[4]
- Ernesto Biondi, Fontana della pastorella, Gorga[4]
- Giulio Tadolini, Monumento equestre a Vittorio Emanuele II, 1890, Perugia[4]
- Lio Gangeri, Monumento a Marco Minghetti, Roma
- Giulio Tadolini, Monumento a Dalmacio Vélez Sársfield, 1893, Córdoba[4]
- Richard Henry Park, Monumento al vicepresidente Thomas A. Hendricks, 1890, Indianapolis, Indiana State House[8]
- Randolph Rogers, L'ultima freccia, 1879-1880, New York, Metropolitan Museum[9]
- Carlo Filippo Chiaffarino, Monumento al conte Canevaro, Zoagli, Genova[4]
- Pietro Costa, Monumento a Vittorio Emanuele II, 1881-1889, Torino[4]
- Ettore Ferrari, Monumento a Vittorio Emanuele II, c. 1880, Venezia[4]
- Ettore Ferrari, Monumento a Ovidio, 1887, Costanza, Romania[4]
- Giulio Monteverde, Monumento a Vittorio Emanuele II, 1888, Bologna[4]
- Giulio Monteverde, Monumento a Vittorio Emanuele II, 1889, Ferrara[4]
- Giovanni Anderlini, Monumento a Simón Bolívar , 1889, Guayaquil, Ecuador[4]
- Eugenio Maccagnani, Monumento a Giuseppe Garibaldi, 1889, Brescia[4]
- Franklyn Simmons, Monumento alla Vittoria, Portland
- Vincenzo Ragusa, Monumento a Giuseppe Garibaldi, 1892, Palermo[4]
- Augusto Rivalta, Bassorilievi e stemmi del Monumento a Vittorio Emanuele, 1893, Livorno[4][10]
- Emilio Gallori, Monumento a Giuseppe Garibaldi, 1895, Roma
- Cesare Zocchi, Monumento a Dante Alighieri, 1896, Trento[4]
- Giovanni Ciniselli, Monumento del marchese Bernardo de Sá da Bandeira, 1884, Lisbona[4]
- Felipe Moratilla, Monumento al generale José Prudencio Padilla, Riohacha[4]
- Manuel Oms Canet, Monumento alla regina Isabella di Castiglia, 1883, Madrid[4]
- Eduardo Barrón González, Viriato, 1883, Zamora[4]
- Prosper d’Épinay, Paolo e Virginia, Curepipe[4]
- Corona funebre, Isola di Caprera, Polo Museale della Sardegna, Compendio Garibaldino e Museo Nazionale "Memoriale Giuseppe Garibaldi"